# Pietà (manga)
- "La sua amica. La sua ragazza. Sua madre. Uno spirito affine. Perché le persone vogliono racchiudersi in categorie?"»
Pietà (ピエタ?) è un manga josei di Haruno Nanae, pubblicato dall'aprile 1998 all'ottobre 1999 sulla rivista giapponese Young You ed appartenente al genere yuri. Venne successivamente raccolto in due tankōbon, usciti in Giappone il 19 aprile 2000 ed il 19 maggio 2000; in particolare, il secondo volume contiene una storia breve chiamata Una settimana al mare, nella quale i personaggi principali ci vengono mostrati dopo il finire della storia principale.
Pietà racconta la storia di Rio e Higa, due ragazze di liceo le cui vite sembra siano destinate ad intrecciarsi in maniera indissolubile.

## Trama
Rio è una ragazza problematica, ammirata da tutta la scuola per il suo portamento e per la sua bellezza, nasconde un passato turbolento di cui solo in parte ha memoria. Infatti, combatte giornalmente con le ombre della sua vita, non riuscendo a ricordare con esattezza i due eventi che l'hanno segnata: la morte della sorellina minore e l'abbandono della madre.
Il padre di Rio, risposatosi con una donna molto egoista che vede nella figliastra una minaccia per i suoi figli, non sembra interessarsi molto delle sue sorti, lasciandola vivere da sola nella loro casa e trasferendosi con la nuova moglie in un appartamento in un'altra città. È proprio nell'immensa casa dove abita da sola che Rio vive i momenti più difficili: incubi, insonnia, depressione, autolesionismo e tentativi di suicidio sembrano essere all'ordine del giorno fra quelle mura.
A guarire Rio e colmare il suo bisogno d'affetto giunge Higa, una ragazza trasferitasi da poco in città. Higa è una ragazza molto forte, dal carattere gentile, ottimista, sempre proiettata verso un futuro migliore. Non si crea nessun problema nell'avvicinare Rio a scuola, men che meno nel lasciare che la sua coetanea si leghi a lei, divenendone quasi dipendente. In realtà, anche lei ha i suoi problemi di natura psicologica, infatti è stata cresciuta in un ambiente fortemente protettivo, opposto a quello che ha visto crescere Rio. I suoi genitori si sono sempre preoccupati di farle avere il meglio, di garantirle un futuro roseo, attendendosi di per contro che le doti brillanti della figlia non venissero sprecate. Questo atteggiamento così esasperante è la causa fondamentale dei problemi di Higa, che spinse i suoi psicologi a suggerire una separazione ed il trasferimento per non soffocare la sua indipendenza.
Proprio quando le cose fra le due sembrano volgere al meglio, la matrigna di Rio, nel tentativo di togliere dal mezzo la ragazza, le lascia intendere come la morte della sorellina minore sia una sua responsabilità. Devastata dall'idea di essere la causa della morte di sua sorella e quindi della fuga della madre, Rio dimentica la presenza di Higa nella sua vita e decide di suicidarsi, gettandosi da un appartamento.
La terza parte del manga si chiude così, con Higa che corre in soccorso della ragazza, stringendola al petto proprio come nella Pietà di Michelangelo, cui il titolo chiaramente si riferisce.
A salvare Rio dal coma in cui cade e ad aiutarla durante tutto il processo di riabilitazione sarà proprio l'amore profondo di Higa e la presenza di una coppia di psicologi che già in passato avrebbe voluto adottare la ragazza e strapparla così all'inaffidabile padre. Si scopre inoltre come tale coppia di dottori abbia avuto in cura anche Higa e di come le due ragazze, sebbene il ricordo sia sfumato, si fossero già incontrate anni prima.

## Temi
L'autrice ha voluto sottolineare fortemente due diversi sensi di disagio adolescenziale. Rio e Higa diventano archetipi dei due problemi fondamentali che creano disturbi psicologi negli adolescenti: la totale mancanza di affetto da parte della famiglia da un lato e l'ossessione e iperprotettività dall'altro.
Per capire al meglio la natura del loro rapporto, esplicative sono le parole pronunciate da Higa, quando cerca di rispondere alla domanda postale dal suo psicologo. La verità è che la ragazza non riesce e non vuole assolutamente dare una categoria alla loro relazione, cosa che, afferma, è un'abitudine degli adulti che non riesce assolutamente a comprendere.